# Championnat du Luxembourg de football 2003-2004
Navigation
Saison précédente Saison suivante
La saison 2003-2004 du Championnat du Luxembourg de football est la 90e édition du championnat de première division au Luxembourg. Les douze meilleurs clubs du pays se retrouvent au sein d'une poule unique, la Division Nationale, où ils s'affrontent deux fois, à domicile et à l'extérieur. À l'issue du championnat, les quatre premiers disputent une poule pour le titre tandis que les huit derniers disputent la phase de relégation : les huit clubs sont répartis en deux poules de quatre et se rencontrent deux fois, le dernier de chaque poule est relégué en D2.
C'est le club de Jeunesse d'Esch qui remporte le titre cette saison, après avoir survolé la première phase (terminée avec douze points d'avance sur le F91 Dudelange et vingt-deux sur le tenant, le CS Grevenmacher). Lors de la deuxième phase, le club d'Esch-sur-Alzette a assuré son titre en maintenant ses adversaires à neuf points et plus. Il s'agit du 27e titre de champion du Luxembourg de l'histoire du club, après cinq années sans trophée.

## Les 12 clubs participants
| - F91 Dudelange - CS Grevenmacher - Victoria Rosport - FC Wiltz 71 - Spora Luxembourg - Promu de Promotion d'Honneur - Jeunesse d'Esch | - Union Luxembourg - US Rumelange - Swift Hesperange - FC Avenir Beggen - FC Mondercange - Etzella Ettelbruck - Promu de Promotion d'Honneur |

## Compétition
Le barème utilisé pour établir tous les classements est le suivant :
- Victoire : 3 points
- Match nul : 1 point
- Défaite : 0 point

### Première phase
| Rang | Équipe                  | Pts | J  | G  | N | P  | Bp | Bc | Diff |
| ---- | ----------------------- | --- | -- | -- | - | -- | -- | -- | ---- |
| 1    | Jeunesse d'Esch         | 58  | 22 | 19 | 1 | 2  | 56 | 13 | +43  |
| 2    | F91 Dudelange           | 46  | 22 | 14 | 4 | 4  | 52 | 19 | +33  |
| 3    | Etzella Ettelbruck (P)  | 44  | 22 | 12 | 8 | 2  | 56 | 29 | +27  |
| 4    | CS Grevenmacher (T)     | 36  | 22 | 11 | 3 | 8  | 47 | 33 | +14  |
| 5    | CA Spora Luxembourg (P) | 36  | 22 | 12 | 0 | 10 | 49 | 48 | +1   |
| 6    | Union Luxembourg        | 32  | 22 | 9  | 5 | 8  | 31 | 21 | +10  |
| 7    | Swift Hesperange        | 25  | 22 | 8  | 1 | 13 | 28 | 41 | -13  |
| 8    | FC Victoria Rosport     | 24  | 22 | 7  | 3 | 12 | 33 | 38 | -5   |
| 9    | FC Avenir Beggen        | 18  | 22 | 5  | 5 | 12 | 28 | 55 | -27  |
| 10   | US Rumelange            | 18  | 22 | 4  | 6 | 12 | 28 | 55 | -27  |
| 11   | FC Mondercange          | 18  | 22 | 5  | 3 | 14 | 24 | 52 | -28  |
| 12   | FC Wiltz 71             | 18  | 22 | 5  | 3 | 14 | 20 | 48 | -28  |

|  | Qualification pour la poule pour le titre              |
|  | Participation à la poule de relégation                 |
|  | (T) : Tenant du titre (P) : Promu de deuxième division |

### Deuxième phase

#### Poule pour le titre
Les 4 premiers du classement à l'issue de la première phase se disputent le titre national. Les formations rencontrent à nouveau 2 fois leurs adversaires, à domicile et à l'extérieur, en démarrant cette deuxième phase avec la totalité des points acquis en première phase.
| Rang | Équipe                 | Pts | J  | G  | N | P  | Bp | Bc | Diff |
| ---- | ---------------------- | --- | -- | -- | - | -- | -- | -- | ---- |
| 1    | Jeunesse d'Esch        | 68  | 28 | 22 | 2 | 4  | 70 | 23 | +47  |
| 2    | F91 Dudelange (C)      | 59  | 28 | 18 | 5 | 5  | 62 | 26 | +36  |
| 3    | Etzella Ettelbruck (P) | 48  | 28 | 13 | 9 | 6  | 63 | 41 | +22  |
| 4    | CS Grevenmacher (T)    | 43  | 28 | 13 | 4 | 11 | 56 | 44 | +12  |

|  | Qualification pour la Ligue des clubs champions 2004-2005                                        |
|  | Qualification pour la Coupe UEFA 2004-2005                                                       |
|  | Qualification pour la Coupe Intertoto 2004                                                       |
|  | (T) : Tenant du titre (C) : Vainqueur de la Coupe du Luxembourg (P) : Promu de deuxième division |

#### Poules de relégation
Les 8 autres clubs, non concernés par la poule pour le titre, disputent les poules de relégation. Répartis en 2 poules de 4, ils rencontrent 2 fois (à domicile et à l'extérieur) les 3 autres équipes de la poule. Le dernier club de chaque poule est directement relégué en Division d'Honneur.

##### Poule 1
| Rang | Équipe                  | Pts | J  | G  | N | P  | Bp | Bc | Diff |
| ---- | ----------------------- | --- | -- | -- | - | -- | -- | -- | ---- |
| 1    | CA Spora Luxembourg (P) | 44  | 28 | 14 | 2 | 12 | 56 | 57 | -1   |
| 2    | Swift Hesperange        | 32  | 28 | 10 | 2 | 16 | 34 | 47 | -13  |
| 3    | FC Avenir Beggen        | 28  | 28 | 7  | 7 | 14 | 28 | 54 | -26  |
| 4    | FC Mondercange          | 27  | 28 | 7  | 6 | 15 | 32 | 58 | -26  |

|  | Relégation en Promotion d'Honneur |
|  | (P) : Promu de deuxième division  |

##### Poule 2
| Rang | Équipe           | Pts | J  | G  | N | P  | Bp | Bc | Diff |
| ---- | ---------------- | --- | -- | -- | - | -- | -- | -- | ---- |
| 1    | Union Luxembourg | 39  | 28 | 11 | 6 | 11 | 44 | 31 | +13  |
| 2    | Victoria Rosport | 31  | 28 | 9  | 4 | 15 | 38 | 50 | -12  |
| 3    | FC Wiltz 71      | 28  | 28 | 7  | 7 | 14 | 31 | 54 | -23  |
| 4    | US Rumelange     | 26  | 28 | 6  | 8 | 14 | 37 | 66 | -29  |

|  | Relégation en Promotion d'Honneur |
|  | (P) : Promu de deuxième division  |

## Bilan de la saison
| Championnat du Luxembourg de football 2003-2004                 |                             |
| Champion                                                        | Jeunesse d'Esch (26e titre) |
| Coupes et trophées                                              |                             |
| Vainqueur de la Coupe du Luxembourg 2003-2004                   | F91 Dudelange               |
| Qualifications continentales                                    |                             |
| Ligue des clubs champions 2004-2005 (1er tour de qualification) | Jeunesse d'Esch             |
| Coupe UEFA 2004-2005                                            | F91 Dudelange               |
| Coupe UEFA 2004-2005                                            | Etzella Ettelbruck          |
| Coupe Intertoto 2004                                            | CS Grevenmacher             |
| Promotions et relégations                                       |                             |
| Promus en Division Nationale                                    | CS Alliance 01              |
| Promus en Division Nationale                                    | CS Pétange                  |
| Relégués en Promotion d'Honneur                                 | US Rumelange                |
| Relégués en Promotion d'Honneur                                 | FC Mondercange              |

## Meilleurs buteurs
| Pos | Nom                  |            | Club                | Buts |
| --- | -------------------- | ---------- | ------------------- | ---- |
| 1   | José Gomes           | Portugal   | CA Spora Luxembourg | 24   |
| 2   | Patrick Grettnich    | Luxembourg | Etzella Ettelbruck  | 21   |
| 3   | Daniel Huss          | Luxembourg | CS Grevenmacher     | 17   |
| 4   | Frédéric Cicchirillo | France     | F91 Dudelange       | 16   |
| 5   | Philippe Dillmann    | France     | US Rumelange        | 15   |
| 6   | Luc Mischo           | Luxembourg | Etzella Ettelbruck  | 14   |
| 7   | Tomasz Gruszczyński  | Pologne    | CS Grevenmacher     | 13   |
| 7   | Aldino Medina        | Cap-Vert   | FC Avenir Beggen    | 13   |
| 7   | Sascha Schneider     | Luxembourg | Jeunesse d'Esch     | 13   |
| 7   | Ahmed Zerrouki       | Maroc      | CS Grevenmacher     | 13   |